# Pimelodella macturki
Pimelodella macturki is een straalvinnige vissensoort uit de familie van antennemeervallen (Heptapteridae). De wetenschappelijke naam van de soort is voor het eerst geldig gepubliceerd in 1912 door Eigenmann.